# Encephalartos turneri
Encephalartos turneri (лат) - o plantă veșnic verde asemănătoare unui copac din genul Encephalartos. Numele latin specific este dat în onoarea lui Jan S. Turner (Ian S. Turner), un cunoscut explorator și colecționar de cicade și colector de specimene de tip în Zimbabwe.
Trunchi de 3 m înălțime, 80 cm în diametru. Frunze lungi de 100-150 cm, verde închis, foarte strălucitoare; creasta este verde, dreaptă, tare; tulpina este dreaptă, cu 6-12 tepi. Fragmente de frunze lanceolate; mediu - 15-20 cm lungime, 20-30 mm latime. Conuri de polen 1-3, îngust ovate, galbene, 25-30 cm lungime, 6-8 cm diametru. Conuri de semințe 1-3, ovoidale, galbene, 26-30 cm lungime, 14-16 cm în diametru. Seminte alungite, 40-60 mm lungime, 20-25 mm latime, sarcotesta rosu sau galben.

Această specie se găsește în principal în provincia Nampula și, de asemenea, în provincia Nyasa din Mozambic. Specia este observată la o altitudine de 600 până la 1200 m deasupra nivelului mării. Crește pe dealuri joase de granit în plin soare sau umbră parțială, de obicei printre bolovani.

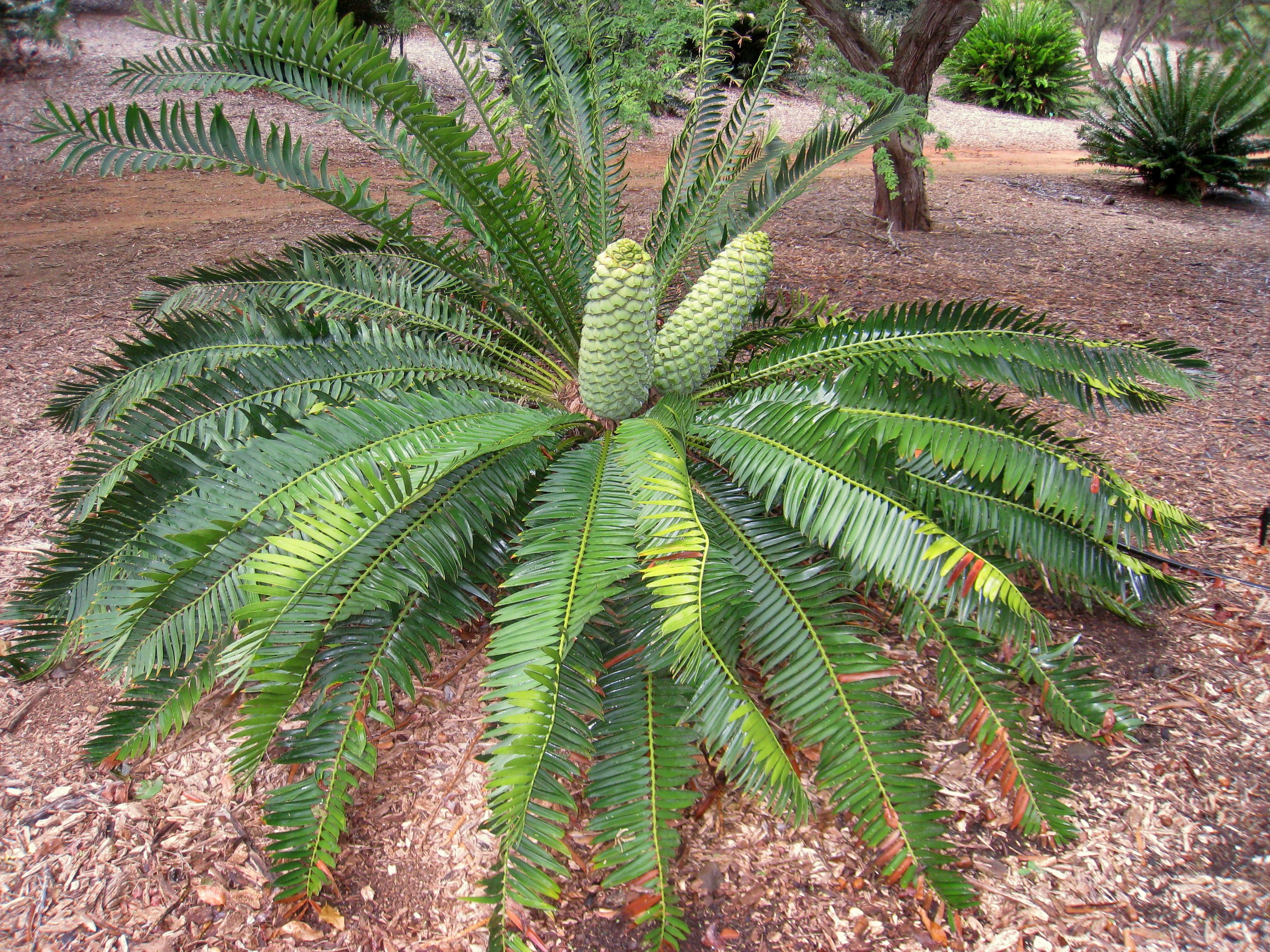
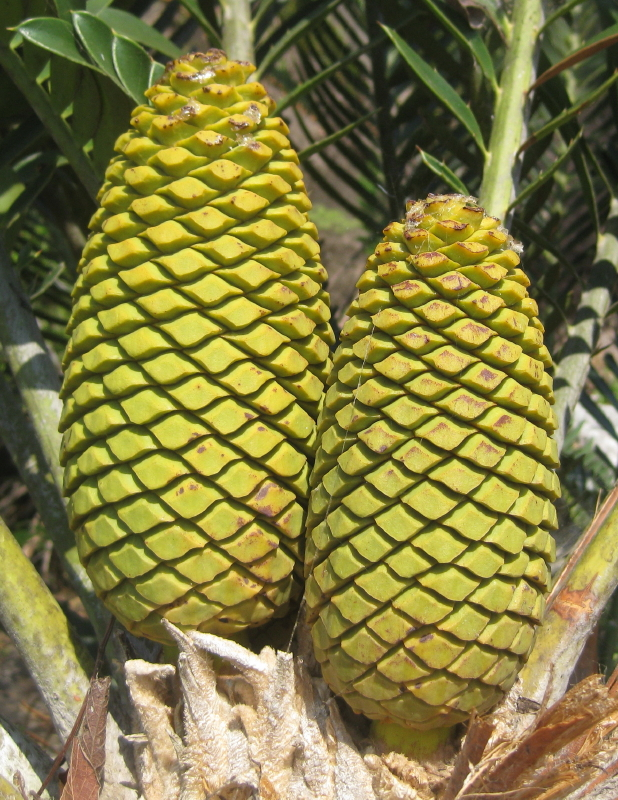

## Legături
- Boschenberg, JD 2010. Encephalartos turneri. IUCN
- Paginile Cycad Arhivat în 23 iunie 2014, la Wayback Machine.
- Baza de date Gymnosperm